# マダラエイ
マダラエイ (Taeniurops meyeni) は、アカエイ科に分類されるエイ。
太平洋・インド洋の熱帯-亜熱帯域に分布する。沿岸のラグーン・河口・岩礁などの深度20-60 mに生息する。体盤は幅1.8 mに達して分厚く、背面は小さい突起で覆われる。尾は短く、幅広い臀鰭を持つ。背面には白黒の斑点があり、尾は黒い。
夜行性で、群れを作ることもある。活発な捕食者で、貝類・甲殻類・小魚を捕食する。他のアカエイ類のように無胎盤性胎生。産仔数はおよそ7。攻撃的ではないが、刺激されると尾の毒針を振り回すことがあり、死亡例もある。ダイビングや釣りなどで人気がある。繁殖力が低く、混獲や生息地破壊の影響を受けている。

## 分布
インド洋、西太平洋、ペルシャ湾

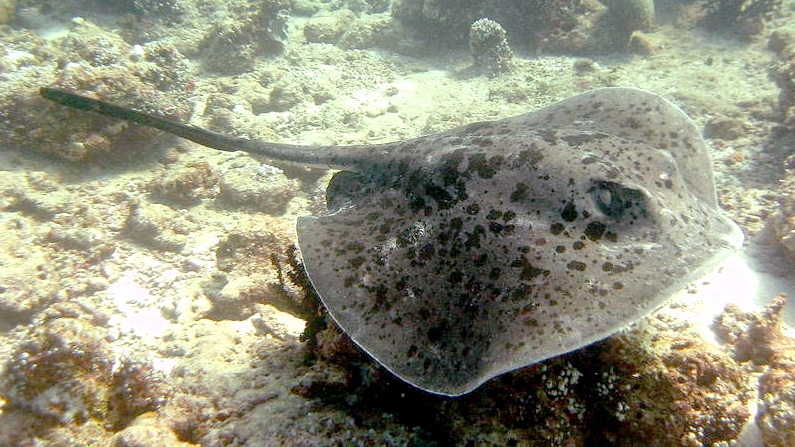
サンゴ礁近くの砂底でよく見られる。

インド洋ではクワズール・ナタール州から紅海、インド、東南アジア、マダガスカル・マスカリン諸島など。太平洋では南日本・韓国・オーストラリア。ロード・ハウ島でも見られる。東太平洋ではココス諸島・ガラパゴス諸島からしか報告例がないが、分布域が中央アメリカ本土に達している可能性もある。

## 形態

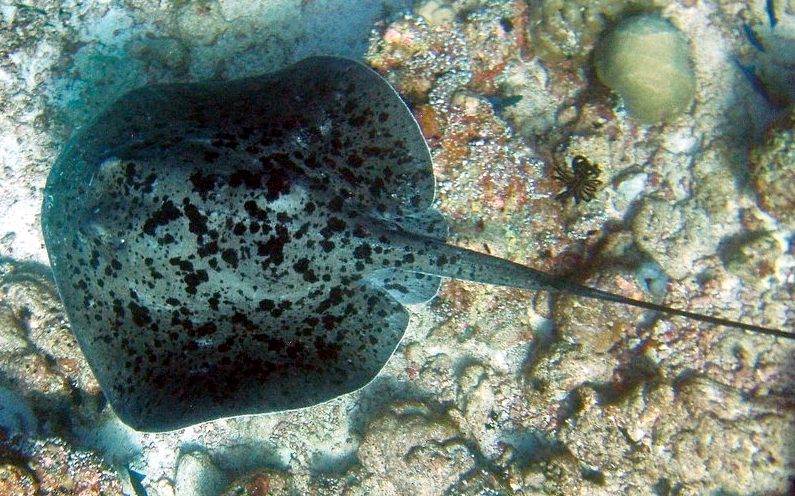
丸く分厚い体盤、白黒の斑が特徴。

体盤は丸くて分厚く、長さより幅のほうが広い。眼の後方には、眼より大きな噴水孔がある。鼻褶は短くて幅広く、後縁は細かく縁取られる。口は幅広くて弧を描き、口角にはわずかに溝がある。口底には7個の乳頭突起が並び、最も外側の1対は小さく、他から離れる。歯列数は、上顎で37–46・下顎で39–45。歯は小さく、歯冠を横切る深い溝がある。密に敷き詰められており、平たい表面を構成している。
腹鰭は小さく短い。尾は比較的短く、体盤幅を超えない。上面には1本（稀に2本）の鋸歯状の棘がある。尾の付け根は幅広いが、棘より後方は急速に細くなる。臀鰭は尾の先端まで続く
。体盤と尾の背面は、疎らで細かい棘で一様に覆われる。全長46 cmを超えた頃から、正中線上に鋭い突起の列が発達し始める。成体ではさらにその横に1列ずつ突起が発達し、合計3列となる。
背面は茶-紫のかった灰色、体盤縁には白い筋や斑点がある。棘より後ろの尾は黒い。腹面は乳白色で、縁は黒く、斑点がある。幼体は成体より体色が明瞭である。かなり大きなエイであり、体幅1.8 m・全長3.3 m・体重150 kgに達する。

## 分類
1841年、ドイツの生物学者ヨハネス・ペーター・ミュラーとヤーコプ・ヘンレがモーリシャス産の2個体のシンタイプを用いて、Systematische Beschreibung der Plagiostomen の中で記載した。
Potamotrygonidae科とする説もあった。
オーストラリアでは他種とともに'bull ray'と呼ばれることもある。

## 生態

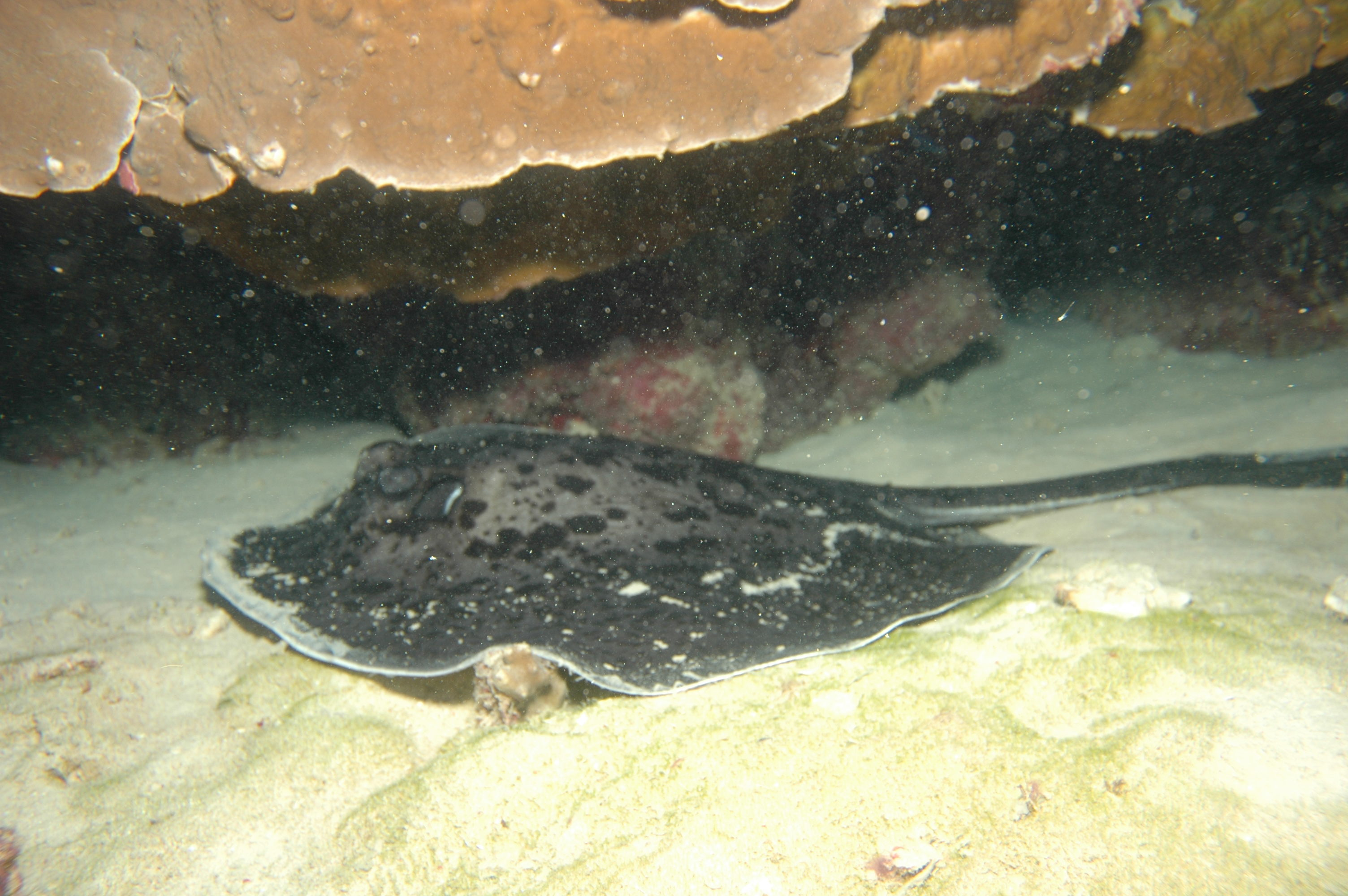
日中は休息する。

底生である。1 - 500メートルの水深に生息するが、通常は水深20 - 60メートルの水深に生息する。ラグーンや岩礁近くの砂礫底を好み、河口に進入することもある。夜行性で、日中は洞窟や岩棚の下で休息している。群れを作ることもある。他の大型エイのように、アジやスギなどの魚を引き連れていることがよくある。餌は底生の貝類・甲殻類・小魚などである。摂餌時は、体盤の縁を砂に押し付け、噴水孔から吸い込んだ水を口から吹き出すことで砂を掘る。天敵はサメ・イルカなど。危険が迫ると尾を振り上げて棘を前方に向け、前後に波打たせることで威嚇する。寄生虫としては、単生類の Dasybatotrema spinosum ・ Dendromonocotyle pipinna ・Neoentobdella garneri ・ N. taiwanensis,・線虫の Echinocephalus overstreeti などが知られる。
生活史はよく分かっていない。他のアカエイ類と同じように無胎盤性胎生で、胎児は初期には卵黄、後期には母体から分泌される"子宮乳"によって育つ。ラニーニャ現象の後のココス諸島では、繁殖のための数百匹の群れが観察される。この時には1匹の雌を多数の雄が追いかける。産仔数は7以下。出生時の体盤幅は33 - 35センチメートル。南アフリカ沖では、夏に出産が行われる。メスは生後15年で成熟する。

## 人との関わり

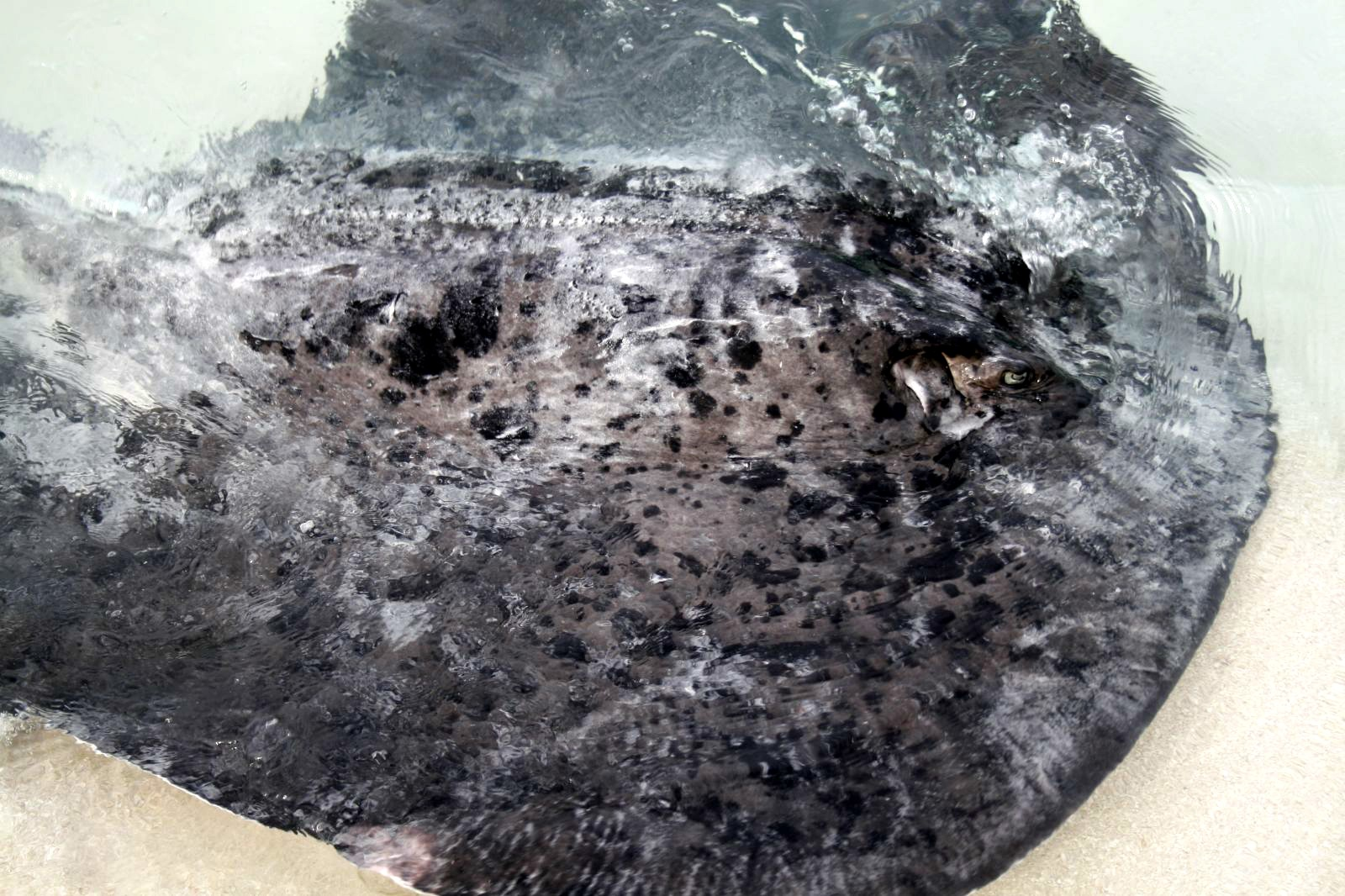
モルディブで撮影。ダイビングでの観察対象となる。

食用とされることもあり、肉や軟骨が利用される。味は鶏モモ肉に似ておりサッパリしているという。
攻撃的ではなく、ダイバーに近づいたり、調べるような行動を取ることもある。だが、刺激すると尾の毒棘を突き刺すことがあり、エイに跨ろうとしたダイバーが刺されて死亡した事例がある。オーストラリア（グレート・バリア・リーフ）やモルディブなどでは、保護区がダイビングの観光資源となっている。飼育は難しいとされる。
本種を対象とした漁業およびエビ類や底棲魚用のトロール網による混獲などにより生息数が減少し、特に東南アジアで漁獲圧が高いとされる。繁殖力の低さ、農業排水などの影響によるサンゴ礁の減少、などの要因から、高い漁獲圧には耐えられない。広範囲に渡って商業漁業・遊漁の影響を受けているが、特に商業漁業が激しいのはインドネシア水域である。南アフリカ沖の堆では、エビのトロール漁で混獲されるが、特に利用はされていない。大きさと引きの強さから釣り人には人気があるが、南アフリカでは1日に1人あたり1匹という制限を設けており、スピアフィッシングは許可していない。オーストラリア水域（グレート・バリア・リーフ海洋公園を含む）では軽度懸念とされている。エビのトロール漁で捕獲されているが、死亡率はウミガメ除去装置が義務化されたことで低下している。モルディブでは観光資源の保護を目的として1995年に輸出を禁止、1996年には皮の輸出も禁止された。